# Emmy Göring
Emma Johanna Henny «Emmy» Göring, nacida Sonnemann (24 de marzo de 1893-8 de junio de 1973), fue una actriz alemana y la segunda esposa del comandante en jefe de la Luftwaffe Hermann Göring. Partidaria del nazismo (aunque ella misma se declararía apolítica tras la caída del régimen), sirvió como anfitriona de Adolf Hitler en numerosos actos de estado y llegó a ser considerada la «primera dama del Tercer Reich».

## Biografía

### Primeros años
Emmy nació en Hamburgo, Alemania, el 24 de marzo de 1893, hija de un acaudalado comerciante. Tras finalizar sus estudios, empezó a trabajar como actriz en la Deutsches Nationaltheater and Staatskapelle Weimar, contrayendo matrimonio el 13 de enero de 1916 con el actor Karl Köstlin en Trieste, motivo por el que empezó a ser conocida como Emmy Köstlin. En su autobiografía, Emma declaró que tanto ella como Köstlin llegaron a la conclusión poco después de que ambos se sentían más cómodos como amigos que como pareja, a causa de lo cual se separaron, divorciándose en 1926.

### Matrimonio con Hermann Göring

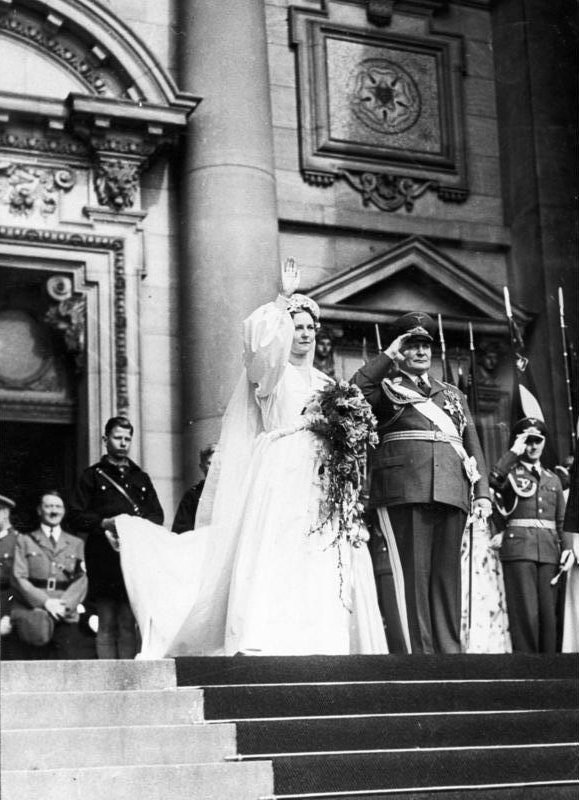
Emmy y Hermann Göring el día de su boda el 10 de abril de 1935 (Hitler aparece a la izquierda de la imagen, detrás de la pareja)

El 10 de abril de 1935, Emmy contrajo matrimonio con el prominente nazi y jefe de la Luftwaffe Hermann Göring, pasando a ser conocida como Emmy Göring. Para Hermann, al igual que para Emmy, este era su segundo matrimonio; su primera esposa, Carin, había muerto en 1931. La boda, en la que Hitler actuó como padrino, contó con un regimiento de 30 000 soldados el cual cubrió el trayecto de la vía nupcial hacia la Cancillería del Reich. De hecho, la noche anterior había tenido lugar una gran recepción en la Ópera de Berlín, con aviones de combate sobrevolando la zona tanto la noche de la recepción como el día de la ceremonia, cuya opulencia provocó que el embajador británico Eric Phipps comentase al respecto: «Quien visite Alemania estos días tendrá la impresión de que la monarquía ha sido restablecida».
Emmy se convirtió en miembro del Partido Nazi mediante una membresía no solicitada en la Navidad de 1938, habiendo nacido la hija de la pareja, Edda, el 2 de junio de aquel año. Al parecer, la pequeña recibió el nombre de Edda en honor a la condesa Edda Ciano, hija mayor de Benito Mussolini, reportando la revista Time: «Herr y Frau Göring se convirtieron en sus mejores amigos». No obstante, Emmy declaró en su autobiografía que su hija fue llamada así en honor a una de sus amigas. Por su parte, Hermann había nombrado su casa de campo como Carinhall por su primera esposa, llamando Emmyhall a su pabellón de caza en Rominten (actual Krasnolesye) en honor a su segunda esposa.

### «Primera dama del Tercer Reich»
Emmy sirvió como anfitriona de Hitler en numerosos eventos de estado antes de la Segunda Guerra Mundial, lo que le valió el apelativo de «primera dama del Tercer Reich». Este hecho originó un alto grado de animosidad entre ella y la futura esposa de Hitler Eva Braun, a quien Emmy rechazaba y despreciaba abiertamente. Hitler, furioso, ordenó en consecuencia a Hermann que su esposa tratase a Eva con respeto, teniendo como resultado el enfrentamiento entre ambas que Emmy ya no volviese a ser invitada nunca más al Berghof. Sumado a esto, Eva jamás perdonó a Emmy el haber asumido el papel de «primera dama del Tercer Reich», el cual también llegó a ser ostentado por Magda Goebbels.
Como esposa de uno de los hombres más ricos y poderosos de Europa, Emmy atrajo una considerable atención pública; era constantemente fotografiada y gozó de un lujoso estilo de vida antes y durante la Segunda Guerra Mundial, dedicando parte de su tiempo al cuidado de cachorros de león proporcionados por el zoo de Berlín, a los cuales tenía como mascotas. Su esposo poseía mansiones, fincas y castillos en Austria, Alemania y Polonia, siendo además uno de los mayores beneficiarios de la confiscación de arte y propiedades de los judíos y de otros considerados enemigos del régimen nazi. Asimismo, Hermann celebró el nacimiento de su hija ordenando que 500 aviones volasen sobre Berlín, declarando que hubiese hecho volar 1000 en caso de haber tenido un varón.
Tras el fin de la guerra, una corte alemana de desnazificación condenó a Emmy por ser nazi y la sentenció a un año de prisión, siendo el 30 por ciento de sus propiedades confiscadas tras su liberación y prohibiéndosele actuar durante cinco años.

### Últimos años y muerte
Pocos años después de su salida de prisión, Emmy fue capaz de apropiarse de un pequeño apartamento en un edificio ubicado en la ciudad de Múnich, donde vivió hasta su muerte. En sus últimos años, Emmy, quien sufrió de ciática, escribió una autobiografía, An der Seite meines Mannes (1967). Murió el 8 de junio de 1973 a los 80 años, siendo enterrada en el cementerio Munich Waldfriedhof.